# Port Jefferson (Ohio)
Pour les articles homonymes, voir Port Jefferson.
Port Jefferson est un village américain situé dans le comté de Shelby, dans l'Ohio. Selon le recensement de 2010, sa population est de 371 habitants.